# Erebia amplevittata
Erebia amplevittata är en fjärilsart som beskrevs av Goltz 1939. Erebia amplevittata ingår i släktet Erebia och familjen praktfjärilar. Inga underarter finns listade i Catalogue of Life.